# Keep Wiseman Alive
A Keep Wiseman Alive a heavy/power metal zenét játszó Wisdom zenekar évente megrendezésre kerülő, rendhagyó koncertje volt. Az eseményre rendszerint az év második felében, november és december környékén került sor, általában az adott év lezárásaként. A díszletek és más látványelemek sokszor színházi jelleget adntak a rendezvénynek, és alkalmanként kabalafigurájuk, Wiseman is feltűnt a színpadon. A koncertsorozat 2005. novemberében indult, amely a zenekar első önálló koncertje volt. Az eredetileg egyszeri alkalomnak tervezett esemény célja az volt, hogy a zene mellett a látványra is legalább ugyanakkora hangsúlyt fektetve, egy különleges show-t adjanak. A rendezvény neve arra utal, hogy minél többen jönnek el a koncertre, annál inkább életben tudják tartani Wiseman-t, és így a zenekart. A Keep Wiseman Alive esetenként más aktuális zenekari eseményekkel összefüggött, ilyen például az éppen megjelent lemez bemutatása, vagy a jubileumok ünneplése.

## Keep Wiseman Alive I.

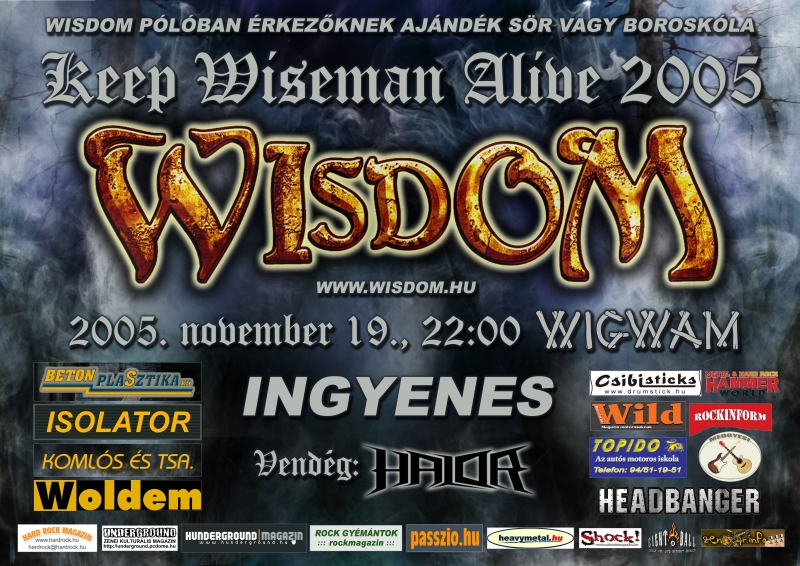
Keep Wiseman Alive I flyer

2005. november 19-én tartották az első Keep Wiseman Alive-ot, mely egyúttal az első önálló Wisdom koncert volt. Helyszíne a ma már Club202 néven üzemelő budapesti Wigwam Rock Club volt, mely 1300 fő befogadására alkalmas.
A rajongóknak nem kellett belépőt fizetni a koncertre, mely azt a célt szolgálta, hogy a lehető legtöbb embernek meg tudják mutatni, mire képesek önállóan. Este fél 11 körül be kellett zárni a kapukat, mert a hely megtelt, és további 2-300 ember rekedt kinn a hidegben.
Aki Wisdom pólóban érkezett, az a bejáratnál egy Wisdom logóval ellátott öngyújtót kapott ajándékba, melyet a bárpultnál egy korsó sörre válthatott.
A koncert színpadképét egy filmes stúdió kidobott díszletelemeiből rakták össze. Az Unholy Ghost című lírai szerzeményt a basszusgitáros Molnár Mátéval együtt, három akusztikus gitárral adták elő, miközben műhó esett a közönségre. Kern Péter a dobszólóját égő cintányérokkal játszotta végig.
Vendégként a szombathelyi Halor zenekar lépett fel.

### A Wisdom zenekar felállása ezen az estén
- Nachladal István - ének
- Kovács Gábor - gitár
- Galambos Zsolt - gitár
- Molnár Máté - basszusgitár
- Kern Péter - dob
  - Különleges vendég: Szűcs Attila (Tüdő) - ének, Fábián Attila (Husi) - ének[2]

### Játszott dalok
Fate / King Of Death / Victory / Survivor – Eye Of The Tiger / Take Our Soul / Holy Vagabond / Manowar – Fighting The World / Reduced To Silence / Words Of Wisdom / Masquerade / Unholy Ghost / Dobszóló / Iron Maiden – Wasted Years / Wheels Of The War /// Zsolt gitárszóló / Queen – I Want It All / Evil Disguise / Wisdom

## Keep Wiseman Alive II. (Words Of Wisdom lemezbemutató)

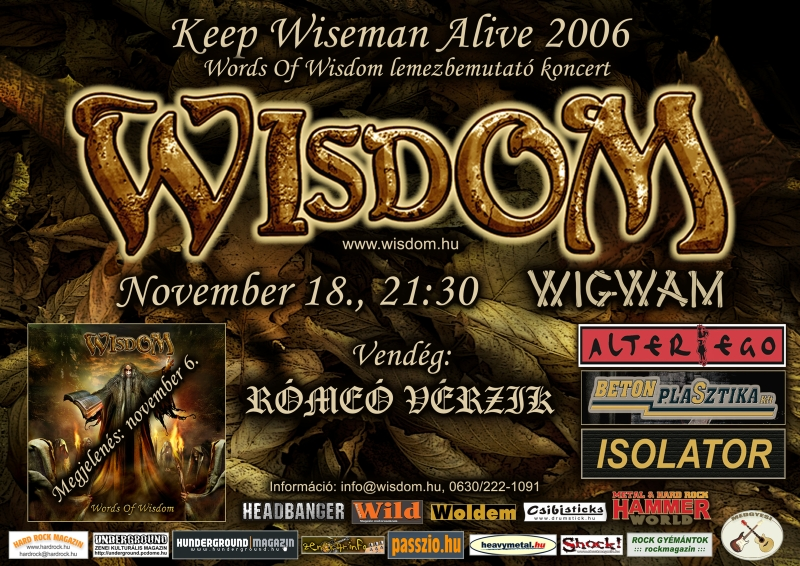
Keep Wiseman Alive II flyer

2006. november 18-án került sor a második Keep Wiseman Alive-ra, mely egyben a november 6-án megjelent első Wisdom nagylemez hivatalos bemutatója is volt. A rendezvény helyszíneként ismét a budapesti Wigwam Rock Club szolgált.
Annak ellenére, hogy már belépős volt a koncert, hasonlóan sikeres lett, mint az előző évben, így biztosítottnak látszott a Keep Wiseman Alive jövője.
A koncert díszleteként használt íves, kőhatású korlátelemeket, és a vízköpőket a Vidám Színpad akkori raktárosa szerezte a zenekarnak a színház pincéjéből. Ezek nagy részét a nem sokkal később forgatott Wisdom című klipben is felhasználták. A lemez címadó dalában Wiseman is megjelent a színpadon.
A koncertet a Jagermeister támogatta, amely ekkor vált a zenekar hivatalos szponzorává.
Vendégként a somorjai (SK) Rómeó Vérzik zenekar lépett fel.

### A Wisdom zenekar felállása ezen az estén
- Nachladal István - ének
- Kovács Gábor - gitár
- Galambos Zsolt - gitár
- Molnár Máté - basszusgitár
- Kern Péter - dob
  - Különleges vendég: Kiss Zoltán - ének, Schrott Péter (Schroti) - ének

### Játszott dalok
Holy Vagabond / King Of Death / Gamma Ray – Send Me a Sign / Take Our Soul / Evil Disguise / Reduced To Silence / Masquerade / Iron Maiden – Bring Your Daughter / Unholy Ghost / Led Zeppelin – Stairway To Heaven / Dobszóló / Victory / Words Of Wisdom / Stratovarius – Millennium / Strain Of Madness /// Wiseman Said / Wisdom / Fate /// Wheels Of The War / Skid Row – Youth Gone Wild

## Keep Wiseman Alive III. (At The Gates kislemezbemutató)

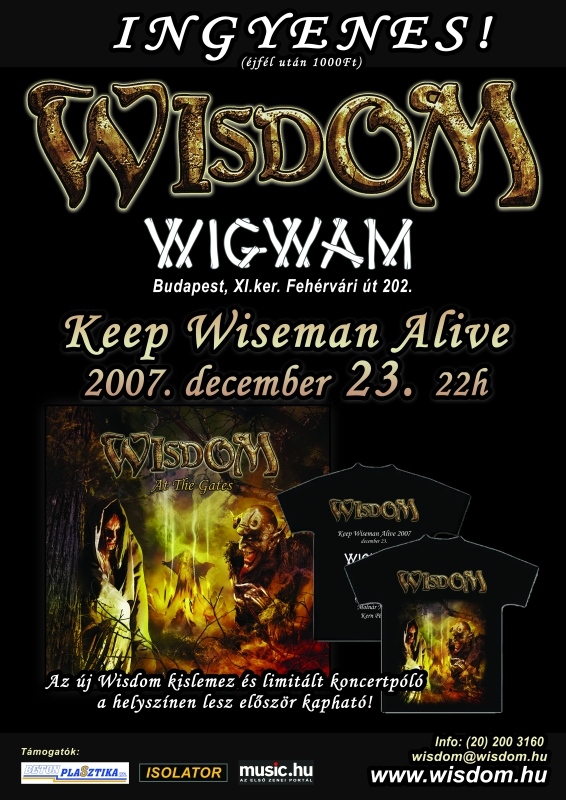
Keep Wiseman Alive III flyer

2007. december 23-án rendezték meg a harmadik Keep Wiseman Alive-ot, mely egyben az aznap megjelent At The Gates kislemez bemutatója is volt. Helyszíne a Wigwam Rock Club.
Nachladal István néhány hónappal előtte távozott a zenekarból, ezért a megmaradt koncerteket, illetve a Keep Wiseman Alive-ot is az őt helyettesítő Kiss Zoltán énekessel játszották le. Az At The Gates kislemez egyfajta köszönetnyilvánítás volt Kiss Zoltán felé, hogy kisegítette őket az átmeneti időszakban. Kern Péter hirtelen bekövetkezett egészségügyi problémái miatt csak egy rövidebb blokkot tudott vállalni a koncertből, ezért a show-t több részre osztották, és minden egykori Wisdom dobos fellépett néhány dal erejéig.
A nehéz időszak viszontagságai miatt a rendezvényt ismét ingyenes volt.
A díszleteket a szigetszentmiklósi Sziget Színház díszlettervezőjétől, Domján Gábortól szerezték. A kislemez borítójának hangulatához igazodó erdőszerű látványt építettek.

### A Wisdom zenekar felállása ezen az estén
- Kiss Zoltán - ének
- Kovács Gábor - gitár
- Galambos Zsolt - gitár
- Molnár Máté - basszusgitár
- Kern Péter - dob
- Czébely Csaba - dob
- Garcia Dávid - dob
- Hornyák Balázs - dob
  - Különleges vendég: Horváth István (Pityesz) - ének

### Játszott dalok
At The Gates / King Of Death / Luca Turilli – The Ancient Forest Of Elves / Reduced To Silence / Victory / Europe – Rock The Night /// Fate / Take Our Soul / Masquerade / Evil Disguise / Unholy Ghost /// Pantera – Cemetery Gates / Holy Vagabond / Words Of Wisdom / Scorpions – Rock You Like A Hurricane / Wheels Of The War / Wiseman Said /// Prometheus / Strain Of Madness / Wisdom
A koncerten játszott 5 feldolgozás a zenekar tagjainak 1-1 aktuális kedvence volt.

## Keep Wiseman Alive IV. (Wiseman Is Alive)

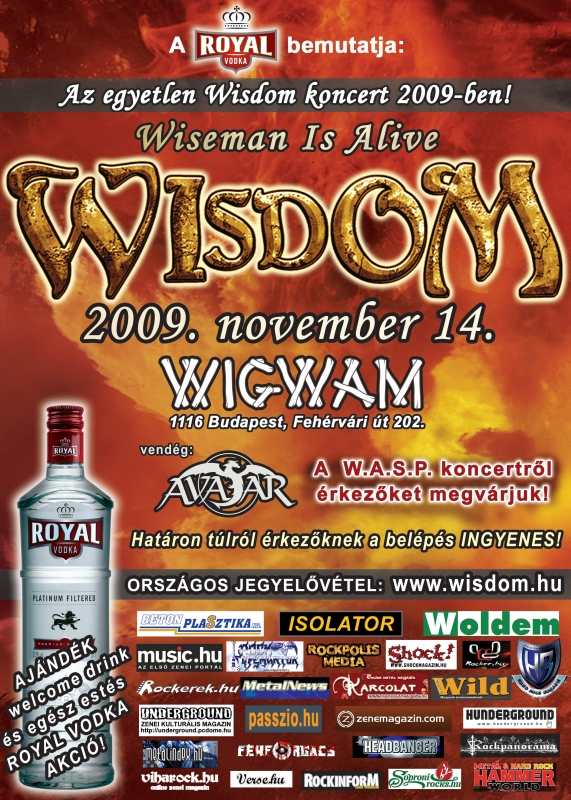
Keep Wiseman Alive IV flyer

2009. november 14-én, az év egyetlen Wisdom koncertje volt a negyedik Keep Wiseman Alive, vagyis akkori nevén Wiseman Is Alive. A helyszín ekkor már Club202 néven üzemelt.
A 2008-as rendezvény elmaradt, mert nem találták Nachladal István utódját. Egy évre rá úgy tűnt megoldódnak a problémák, és a Wiseman Is Alive névre keresztelt eseményen azt szerették volna tudatni az emberekkel, hogy léteznek még, és hamarosan újra beindulhat a gépezet.
A múlt lezárásaként egy monstre, három óra hosszúságú show-t adtak. A műsor első felét az eredeti énekessel Nachladal Istvánnal játszották végig, a másik felét pedig Kiss Zoltánnal, aki kisegítette őket a nehéz időkben. Szinte az összes Wisdom dal terítékre került, illetve eljátszottak minden feldolgozást, melyet addigi fennállásuk során valaha előadtak.
A rendezvény céljait figyelembe véve ezen az estén nem építettek díszletet, kimondottan a dalokra fektették a hangsúlyt.
Vendégként a rozsnyói (SK) Tristana és a budapesti Avatar zenekar lépett fel.

### A Wisdom zenekar felállása ezen az estén
- Nachladal István - ének
- Kiss Zoltán - ének
- Kovács Gábor - gitár
- Galambos Zsolt - gitár
- Molnár Máté - basszusgitár
- Ágota Balázs - dob
  - Különleges vendég: Peter Wilsen - ének

### Játszott dalok
Fate / Helloween – I’m Alive / Reduced To Silence / Iron Maiden – Wasted Years / Holy Vagabond / Europe – Rock The Night / Evil Disguise / Somewhere Alone /// Iron Maiden – Aces High / King Of Death / Gamma Ray – Send Me a Sign / Masquerade / Stratovarius – Millennium / Live Forevermore / Iron Maiden – Flight Of Icarus / Wheels Of The War /// Hammerfall – Heeding The Call / Words Of Wisdom / Unholy Ghost / Europe – Carrie / Bruce Dickinson – Tears Of The Dragon /// At The Gates / Helloween – Eagle Fly Free / Take Our Soul / Iron Maiden – Hallowed Be Thy Name / Victory / Skid Row – Youth Gone Wild / Manowar – Fighting The World / Scorpions – Rock You Like A Hurricane /// Survivor – Eye Of The Tiger / Wisdom / Hammerfall – Hearts On Fire / Strain Of Madness

## Keep Wiseman Alive V. (X Wise Years és Judas lemezbemutató)

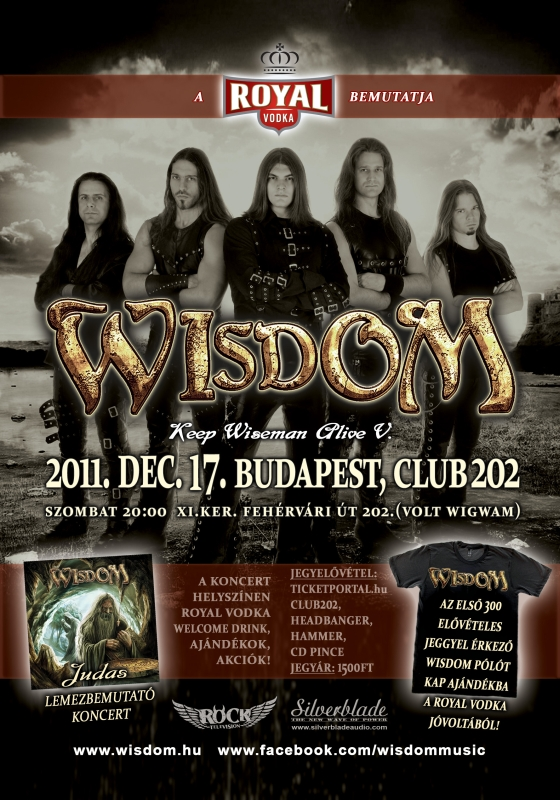
Keep Wiseman Alive V flyer

2011. december 17-én volt az ötödik Keep Wiseman Alive, amely a zenekar tízéves jubileumi turnéja után az X Wise Years nevet kapta. Emellett ez volt a Judas lemez bemutató koncertje is. Helyszíne a Club202.
Annak ellenére, hogy Nagy Gábor (NG) személyében már megvolt a zenekar új frontembere, a 2010-es Keep Wiseman Alive különböző okok miatt végül mégsem került megrendezésre.
A Judas album borítójához illeszkedő díszleteket Gombos László (Lancelot) díszlettervező készítette, mely egy barlangot formált a színpadra, Wiseman búvóhelyét.
A koncertet a zenekar szponzora, a Royal Vodka támogatta, többek közt azzal, hogy az első 300 elővételes belépőjeggyel érkező vendég egy-egy Wisdom pólót kapott ajándékba.
Vendégként a budapesti Chronology és iScream zenekarok léptek fel.

### A Wisdom zenekar felállása ezen az estén
- Nagy Gábor - ének
- Kovács Gábor - gitár
- Galambos Zsolt - gitár
- Molnár Máté - basszusgitár
- Ágota Balázs - dob
  - Különleges vendég: Kiss Zoltán - ének

### Játszott dalok
Fallin’ Away From Grace / Somewhere Alone / Holy Vagabond / Age Of Lies / Fate / King Of Death / Live Forevermore / Take Our Soul / Judas Priest – Night Crawler / Victory / Silent Hill / Wheels Of The War / Heaven And Hell / Unholy Ghost / Evil Disguise / Bon Jovi – You Give Love A Bad Name / At The Gates / Wisdom /// Judas / Strain Of Madness

## Keep Wiseman Alive VI.

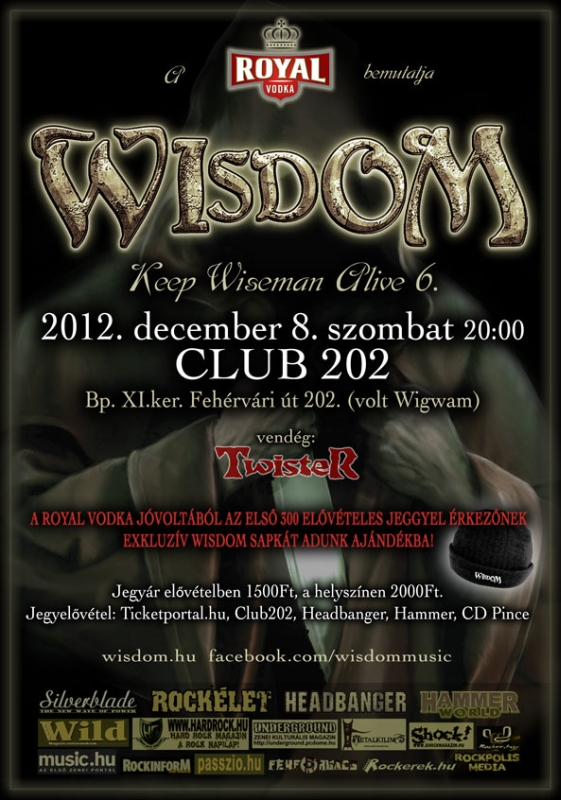
Keep Wiseman Alive VI flyer

2012. december 8-án került megrendezésre a hatodik Keep Wiseman Alive. Helyszíne a Club202.
Galambos Zsolt helyére az év közepén érkezett gitáros, Bodor Máté hazai bemutatkozása ezen a koncerten történt meg.
A fényhidak és a speciális lámpák használatával egy modernebb színpadképet állítottak össze, mely gyökeresen különbözött az eddigi Keep Wiseman Alive-ok látványvilágától.
A Royal Vodka ismét támogatta az eseményt, hímzett Wisdom logóval ellátott sapkát kapott ajándékba az első 300 vendég.
Vendégként a budapesti Twister zenekar lépett fel.

### A Wisdom zenekar felállása ezen az estén
- Nagy Gábor - ének
- Kovács Gábor - gitár
- Bodor Máté - gitár
- Molnár Máté - basszusgitár
- Ágota Balázs - dob

### Játszott dalok
Fate / Somewhere Alone / Live Forevermore / Take Our Soul / Holy Vagabond / Heaven And Hell / War Of Angels / Dust Of The Sun / Strain Of Madness / All Alone / Máté gitárszóló / Silent Hill / At The Gates / Sabaton - Primo Victoria / Wheels Of The War /// Fallin’ Away From Grace / Wisdom / Judas

## Keep Wiseman Alive VII. (Marching For Liberty lemezbemutató)

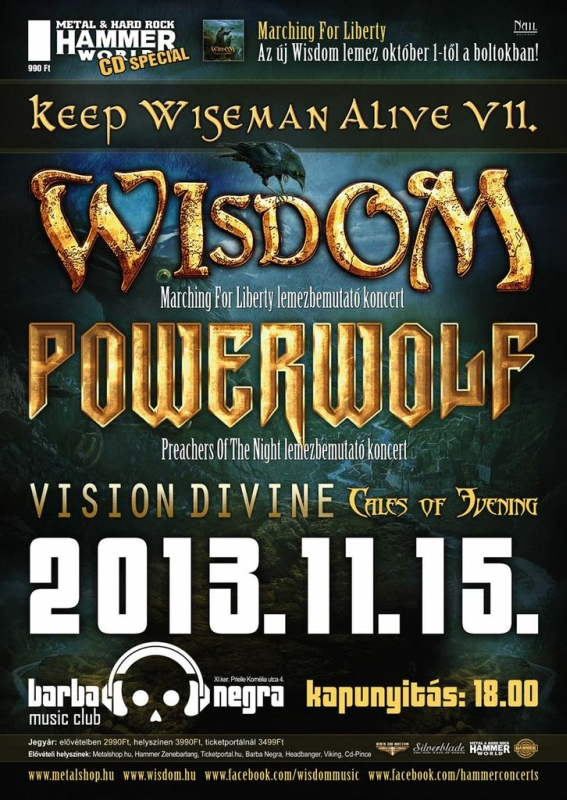
Keep Wiseman Alive VII flyer

2013. november 15-én rendezték meg a hetedik Keep Wiseman Alive-ot, új helyszínen, a szintén budapesti Barba Negra Music Club-ban.
Az eredeti tervek szerint a német Powerwolf mellett az olasz Vision Divine lett volna az este másik vendége, melynek énekese Fabio Lione (Rhapsody, Kamelot, Angra). Fabio énekel az új Wisdom lemez címadó dalában, de mivel a Vision Divine pár nappal a koncert előtt váratlanul lemondta fellépését, a tervezett, közös előadás sem tudott megvalósulni a legendás énekessel.
A koncert látványvilágához Domján Gábor díszlettervezővel legyártattak két hollót, Wisdom medállal a nyakában, illetve háttérvásznakkal, és a speciális emelvényrendszert takaró vásznakkal idézték meg a lemezborító hangulatát. A show-t a fénytechnikához igazodó, a koncert ideje alatt végig lángoló üstök, és változatos pirotechnika színesítette. A lemez címadó dalában Wiseman is megjelent a színpadon.
Vendégként a német Powerwolf és a nagykanizsai Tales Of Evening zenekar lépett fel.

### A Wisdom zenekar felállása ezen az estén
- Nagy Gábor - ének
- Kovács Gábor - gitár
- Bodor Máté - gitár
- Molnár Máté - basszusgitár
- Ágota Balázs - dob

### Játszott dalok
War Of Angels / God Rest Your Soul / Somewhere Alone / Fate / Have No Fear / Fallin’ Away From Grace / King Of Death / Live Forevermore / Wake Up My Life / Marching For Liberty / Rhapsody – Holy Thunderforce / Failure Of Nature / Take Me To Neverland / Judas /// Wisdom / Dust Of The Sun / Strain Of Madness

## Keep Wiseman Alive VIII. (Wisdom EP 10 éves jubileuma)

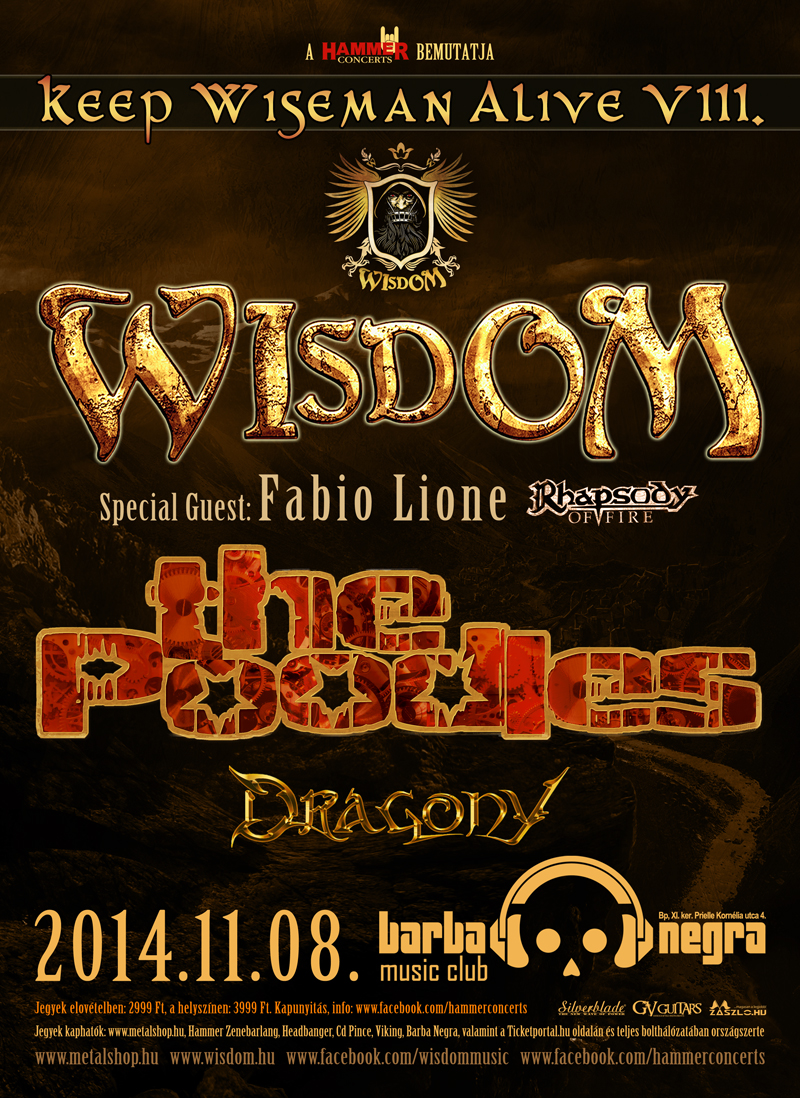
Keep Wiseman Alive VIII flyer

2014. november 8-án került sor a nyolcadik Keep Wiseman Alive-ra a Barba Negra Music Club-ban.
Ágota Balázs a nyári fesztiválok végeztével jelentette be kilépését a zenekarból, sportolói karrierjére hivatkozva. Emiatt az őszi koncerteken Kern Péter dobolt. Péter 2005 és 2008 között tagja volt a Wisdomnak, az első három Keep Wiseman Alive-on is ő ült a dobok mögött, így nem volt idegen a környezet számára.
A színpadra ezúttal olyan emelvény került, mely lépcsőzetesen ért fel a dobdobogó elé. Az egyes elemeket kőhatású vásznak borították. Középen nagy méretben az énekes ruhájának holló motívumaival, a két oldalvásznon pedig a gitárosok ruhájának koponyás grafikái voltak láthatók. További két oldalvászon a háttérben a zenekar címerét mutatta. Oldalról a Wisdom logó első betűjét ábrázoló, lovagi jellegű zászlók lógtak a színpad fölé. A hátsó LED-falra minden dalhoz különböző kép, vagy animáció lett vetítve. Számos dalnál pirotechnikát is használtak, illetve a második nagylemez címadó dalában, a Judasban, Wiseman is megjelent.
Ebben az éven lett 10 éves a zenekar első, négy számos kiadványa, a Wisdom EP. Ennek megünneplése Nachladal Istvánnal, a csapat első énekesének közreműködésével történt, akivel egy külön blokkban, egymás után játszották el a kislemez dalait. A koncert másik csúcspontját jelentette Fabio Lione, az olasz Rhapsody Of Fire zenekar énekesének vendégszereplése. Két Rhapsody dalt adott elő a csapattal, majd NG-vel, a Wisdom énekesével kiegészülve a Marching For Liberty lemez címadó dalát, melyben eredetileg is énekel Fabio. Végül az est záró dalát is együtt adta elő a zenekar a legendás énekessel.
Vendégként a svéd The Poodles és az osztrák Dragony zenekar lépett fel.

### A Wisdom zenekar felállása ezen az estén
- Nagy Gábor - ének
- Kovács Gábor - gitár
- Bodor Máté - gitár
- Molnár Máté - basszusgitár
- Kern Péter - dob
  - Különleges vendég: Fabio Lione - ének, Nachladal István (Nahi) - ének

### Játszott dalok
War Of Angels / Holy Vagabond / Failure Of Nature / God Rest Your Soul / My Fairytale/ / Heaven And Hell / Fate / King Of Death / Evil Disguise / Strain Of Madness / Live Forevermore / Somewhere Alone / Live Like A Beast / Rhapsody – Holy Thunderforce / Rhapsody – Emeral Sword / Marching For Liberty / Take Me To Neverland / Judas /// Fallin’ Away From Grace / Wisdom

## Keep Wiseman Alive IX.

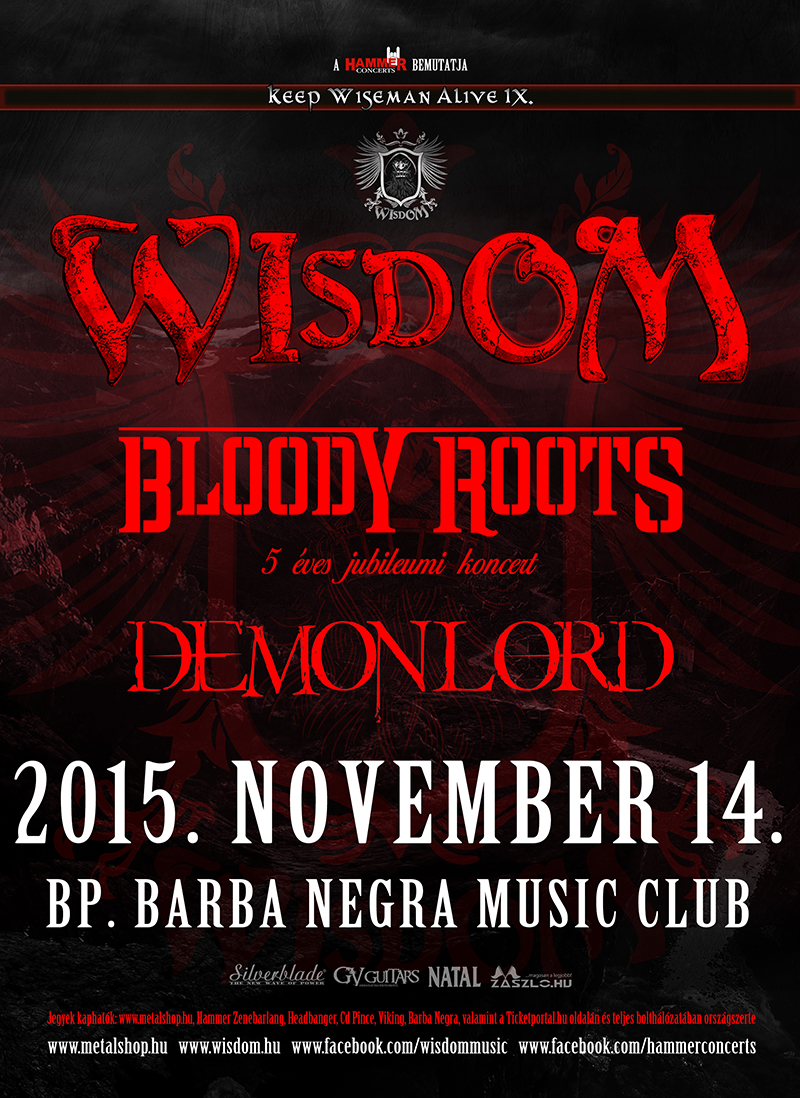
Keep Wiseman Alive IX flyer

2015. november 14-én került megrendezésre a kilencedik Keep Wiseman Alive a Barba Negra Music Club-ban.
Az év elejére Tóth Tamás személyében meglett Ágota Balázs utódja a dobok mögött, azonban az évet egy másik tagcsere is árnyalta. Bodor Máté a brit Alestormba igazolt és a nyári fesztiválokat már a kalóz brigáddal játszotta végig. Helyére Anton Kabanen érkezett, aki a finn Battle Beast alapítója és dalszerzője volt. Pár hónappal előtte váltak külön útjai a zenekarával, így könnyen tudott csatlakozni a Wisdomhoz.
A koncert sokáig a Rise Of The Wise, az új Wisdom lemez bemutatójának volt tervezve, és egy neves nemzetközi zenekar vendégszereplése volt egyeztetés alatt. Ők azonban az utolsó pillanatban visszamondták a turnéjukat, és ezzel ezt a fellépést is. Nagyjából ekkor derült ki, hogy az lemez eredetileg tervezett szeptemberi megjelenése is átcsúszik a következő évre, ezért már majdnem lemondásra került az esemény, de végül mégis a megtartása mellett döntöttek.
A színpadot emelvények díszítették, melyek a dobdobogó mellé értek fel, a dobogó elejét pedig a Marching For Liberty lemezen megismert hollók takarták. Az előtérben a Wisdom címere volt felfeszítve az oldalvásznakra, a háttérben pedig a zenekar fotója. A díszleteken és a fénytechnikában is a vörös dominált.
Bodor Máté és a zenekar kapcsolata a történtek ellenére nagyon jó maradt, így kézen fekvő volt, hogy néhány dal erejéig színpadra lép a koncerten. Három kedvenc dalát adta elő a régi csapattagokkal, melyek a „God Rest Your Soul”, “Failure Of Nature” és az “At The Gates” voltak. Egy másik blokkban Anton Kabanen csatlakozásának tiszteletére adtak elő három Anton szerzeményt a Battle Beast-től. Ezek az „Out Of Control”, „Kingdom” és a „Black Ninja” voltak.
Vendégként a soproni Bloody Roots és a budapesti Demonlord zenekar lépett fel.

### A Wisdom zenekar felállása ezen az estén
- Nagy Gábor - ének
- Kovács Gábor - gitár
- Anton Kabanen - gitár
- Molnár Máté - basszusgitár
- Tóth Tamás - dob
  - Különleges vendég: Bodor Máté - gitár

### Játszott dalok
Judas / Fallin’ Away From Grace / Somewhere Alone / Fate / Wisdom / God Rest Your Soul / Failure Of Nature / At The Gates / Marching For Liberty / Ravens’ Night / Hunting The Night / Heaven And Hell / Battle Beast - Out Of Control / Battle Beast - Kingdom / Battle Beast - Black Ninja / Live Forevermore / Strain Of Madness /// War Of Angels / Take Me To Neverland